# Psilorhamphus guttatus
El tapaculo overo o gallito overo (en Argentina y Paraguay) (Psilorhamphus guttatus), es una especie de ave paseriforme de la familia Rhinocryptidae, la única del género Psilorhamphus. Es nativa del centro este de América del Sur.

## Distribución y hábitat

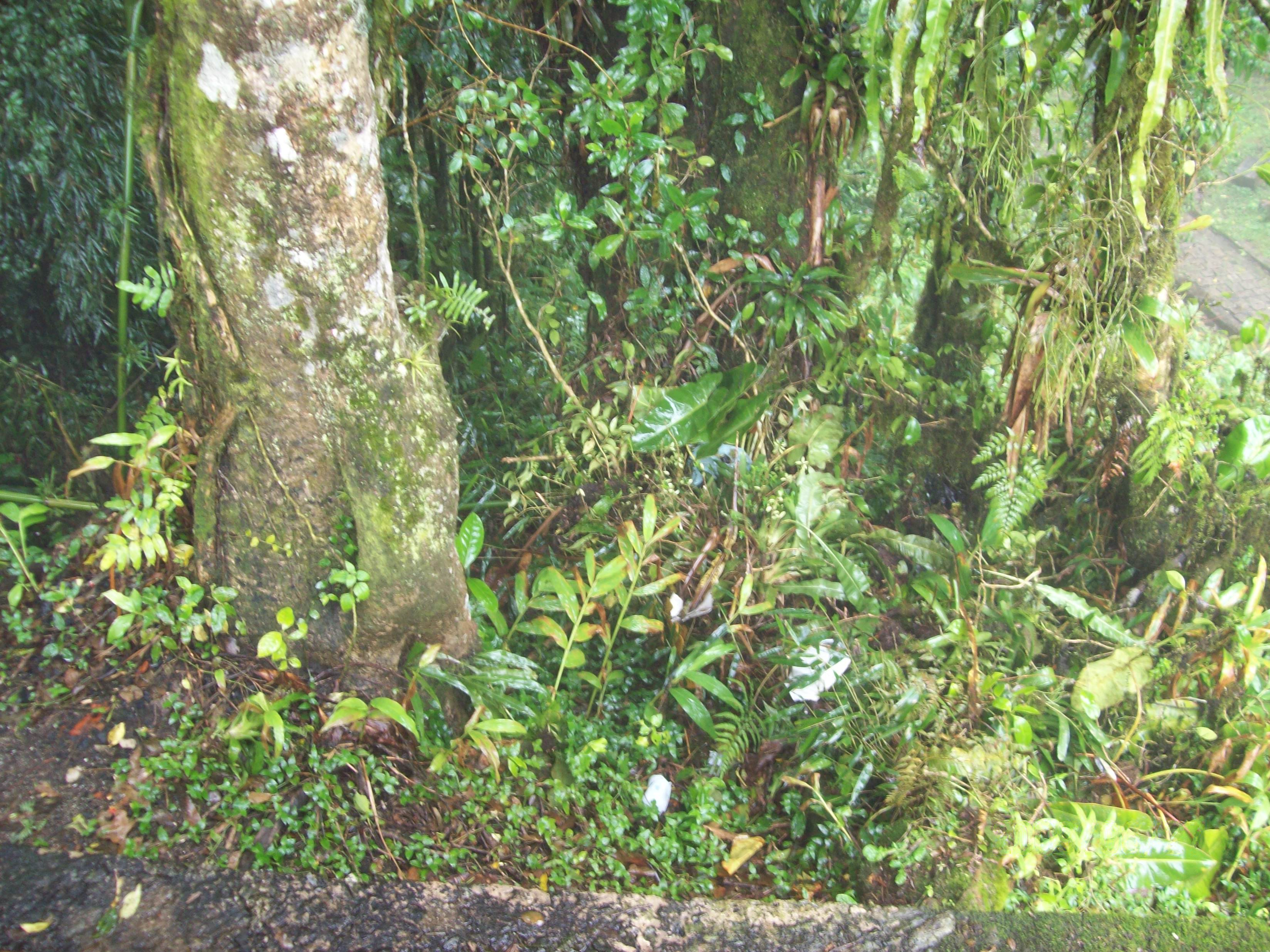
Sotobosque de mata atlántica, el hábitat de la especie.

Se distribuye por el sureste de Brasil desde el sureste de Minas Gerais y oeste de Espírito Santo hacia el sur hasta el norte de Río Grande do Sul, y adyacencias del noreste de Argentina (Misiones); probablemente también en el sureste de Paraguay.
Es raro a poco común y local en el sotobosque de selvas húmedas y bosques secundarios hasta los 900 m de altitud. Es endémico de la mata atlántica, presente principalmente entre las matas de bambú, aunque también ocurre en otros enmarañados de vegetación densa.

## Estado de conservación
Esta especie, que es una especialista de hábitat y ocurre dentro de una zona moderadamente pequeña, ha sido calificada como casi amenazada' por la Unión Internacional para la Conservación de la Naturaleza (IUCN) debido a la sospecha de que su población, que no ha sido cuantificada, se encuentra en decadencia debido a la pérdida de hábitat y su degradación. Se presume que esta decadencia no sea severa, pero la situación podría peorar rápidamente en caso de aumentos futuros de la presencia humana.

## Descripción
Pequeño, mide 13,5 cm de longitud y pesa entre 10,5 y 13 g. El iris es amarillento y el pico bastante largo y esbelto, pálido por abajo. El macho es mayormente gris por arriba con pequeños puntos blancos, las alas y la cola son pardo rufas, las cobertoras de las alas con puntos blancos y la cola, bastante larga, es oscura, con los lados manchados de pardo amarillento y con puntas blancas. Por abajo es grisáceo pálido con puntos negros mínimos, los flancos son rufos. La hembra es más parda en vez de gris, pardo amarillento por abajo y con los mismos punteados del macho.

## Comportamiento
Es encontrado solitario o en pares, revolviendo el follaje a 2 a 5 m del suelo; con frecuencia levanta la cola. Generalmente no se junta a bandada mixtas.

### Alimentación
Su dieta consiste de insectos y larvas.

### Vocalización
Su canto, único, es una serie bastante rápida de notas ahuecadas y resonantes como una campanilla, que duran 15 segundos o más, por ejemplo: «to-to-to-to-to....»

## Sistemática

### Descripción original
La especie P. guttatus fue descrita por primera vez por el naturalista francés Édouard Ménétries en 1835 bajo el nombre científico Leptorhynchus guttatus; localidad tipo «Cuiabá-Sabará, Minas Gerais, sureste de Brasil».
El género Psilorhamphus fue descrito por el ornitólogo británico Philip Lutley Sclater en 1855.

### Etimología
El nombre genérico masculino «Psilorhamphus» deriva del griego «psilos»: fino, suave, y «rhamphos»: pico; significando «de pico fino»; y el nombre de la especie «guttatus», proviene del latín: manchado, punteado.

### Taxonomía
El presente género, monotípico, fue anteriormente colocado en la familia Formicariidae, pero los análisis morfológicos ya indicaban tratarse de un miembro de Rhinocryptidae; esta inclusión no ha sido más cuestionada y fue plenamente confirmada por los estudios de génetico moleculares de Ericson et al. (2010), que confirman la monofilia de la familia Rhinocryptidae y sugieren la existencia de dos grandes grupos dentro de la misma; de forma muy general, el formado por las especies de mayor tamaño, al que pertenece el presente, y el integrado por las especies menores. Ohlson et al. 2013 proponen la división de la familia en dos subfamilias. La presente pertenece a una subfamilia Rhinocryptinae Wetmore, 1930 (1837), junto a Pteroptochos, Scelorchilus, Liosceles, Acropternis, Rhinocrypta y Teledromas.  La especie es monotípica.